# Apicia anadis
Apicia anadis är en fjärilsart som beskrevs av Dyar 1916. Apicia anadis ingår i släktet Apicia och familjen mätare. Inga underarter finns listade i Catalogue of Life.